# الحرمل (إيتاي البارود)
قرية الحرمل هي إحدى القرى التابعة لمركز إيتاي البارود بمحافظة البحيرة في جمهورية مصر العربية، وهي تقع على بعد 5 كيلومترات من غرب مركز إيتاي البارود وهي تضم كلا من عزبة الشارية والحلفاية والعرب وعزبة الدكتور.

## عدد سكانها
عدد سكان قرية الحرمل تتراوح بين 4000 الي 5000 نسمه تقريبا.